# Hijo predilecto o adoptivo
Hijo predilecto o adoptivo es el nombre del mayor título honorífico que conceden los ayuntamientos y diputaciones de España.

## Requisitos
El artículo 50 del Reglamento de Organización, Funcionamiento y Régimen Jurídico de las Entidades Locales, en su epígrafe 24, manifiesta que los Plenos de los Ayuntamientos son competentes para conceder medallas, emblemas, condecoraciones u otros distintivos honoríficos y conferir títulos de hijos predilectos o adoptivos o de miembros honorarios de la Corporación.
Todo Ayuntamiento de España puede conceder a un ciudadano el título, que recae en quienes hayan destacado de forma extraordinaria por sus cualidades o méritos personales o servicios prestados en beneficio y honor de la villa y hayan alcanzado consideración indiscutible en el ámbito de lo público.

## Concesión póstuma
El título también puede concederse a los ciudadanos que concurran en los merecimientos citados, como homenaje póstumo.

## Acreditación del título
En general, el nombramiento de "Hijo Predilecto", se acredita mediante entrega de un pergamino artístico y en él figura el escudo del Ayuntamiento y el lema “Hijo Predilecto de la Villa”, asimismo se expresan en el pergamino los méritos que justifican la concesión. También se hace entrega de una insignia en oro con el escudo del Ayuntamiento.